# El Señor de los Anillos (musical)
El Señor de los Anillos, una novela épica de fantasía heroica del escritor británico J. R. R. Tolkien, ambientada en el continente ficticio llamado Tierra Media, ha sido adaptada en varias ocasiones al teatro musical. Los musicales narran la historia de un humilde hobbit al que se le pide ser un héroe y afrontar la misión traicionera de destruir un malvado anillo mágico de oro sin ser seducido por su poder. Aunque estas producciones suelen ser descritas como «un musical», Warchus, Rahman y Värttinä no caracterizan sus producciones como teatro musical. De hecho, ambas producciones fueron específicamente anunciadas como «adaptaciones teatrales con elementos musicales vitales», pero sin la estructura convencional de un musical.

## Producciones

### Toronto
El productor de teatro londinense Kevin Wallace y su socio Saul Zaentz, poseedor de los derechos de escena y cinematográficos de la novela El Señor de los Anillos y productor de la versión animada de 1978, en asociación con el propietario de un teatro en Toronto David Mirvish y el promotor de conciertos Michael Cohl, produjeron una adaptación musical a escena con texto y letras de Shaun McKenna y Matthew Warchus, y música de A. R. Rahman y Värttinä, en colaboración con Christopher Nightingale.  
La producción de tres horas y media de duración en tres actos, con un reparto de 65 actores, se montó en Toronto (Canadá), en el Teatro Princesa de Gales, con un coste de, aproximadamente, 30 millones de dólares canadienses. Se promocionó como un espectáculo de una escala inusual. Actuaban Brent Carver como Gandalf y Michael Therriault como Gollum, y fue dirigido por Matthew Warchus y coreografiado por Peter Darling, con diseño de escenarios y vestuario de Rob Howell. La producción empezó sus representaciones el 4 de febrero de 2006 y se presentó a la prensa el 23 de marzo. Recibió críticas variopintas en los medios.
La última función tuvo lugar el 3 de septiembre de 2006, cuando habían visto el espectáculo de Toronto casi 400.000 personas. Fue nominado a quince Dora Awards, ganando siete, entre ellos el de «estreno musical destacado» y premios a la dirección, el diseño y la coreografía. Richard Corliss, de Time Magazine, describió el espectáculo como «ingenioso» y «mega musical definitivo».

### Londres
El espectáculo, acortado (tres horas) y significativamente reescrito, comenzó a representarse en el Teatro Drury Lane del West End londinense el 9 de mayo de 2007, con su première oficial el 19 de junio. En la producción de Londres intervino el mismo equipo creativo que en la de Toronto, pero solo dos miembros del reparto repitieron su papel: Peter Howe (Sam) y Michael Therriault (Gollum). La producción empleó un reparto de cincuenta actores, entre los que incorporó a la Mary Poppins original del musical de Londres Laura Michelle Kelly como Galadriel, y publicó unos costes de £12 millones, lo que la convirtió en uno de los espectáculos más caros jamás producidos en el West End.
El National Geographic Channel produjo un programa de televisión de 50 minutos en su serie Inside que siguió la producción de Londres desde el primer día de ensayos hasta la primera representación. Desde julio de 2007, este programa se ha emitido en los canales internacionales de National Geographic de más de treinta países, y en la Public Broadcasting Service (PBS) en los Estados Unidos.  
El 31 de mayo de 2007 se publicó que una representación de preestreno del espectáculo debió ser suspendida cuando a Adam Salter, uno de los actores del reparto, se le quedó atrapada la pierna en una de las partes móviles del escenario; y debió ser trasladado al hospital durante la representación de la tarde del 30 de mayo. Salter se recuperó completamente y más adelante se reincorporó a la producción. 
La producción de Londres también recibió críticas divididas. Así, The Times lo comentó como «una valiente, conmovedora y épica pieza de teatro popular» y The Guardian dio al espectáculo una calificación de cuatro estrellas, mencionándolo como «una producción tremendamente impresionante».  Mientras que la versión de Toronto fue apodada «Bored of the Rings» (‘aburrido de los anillos’), la producción de Londres fue etiquetada por The Sun como «Flawed of the Rings» (‘defectuoso de los anillos’). Sin embargo, demostró su popularidad entre el público siendo nominada para siete Whatsonstage Theatregoer's Choice Awards en 2007 y cinco Olivier Awards en 2008, entre ellos los de guion y letras, iluminación (Paul Pyant), decorados y vestuario (ambos Rob Howell) y sonido.
Abbie Osmon reemplazó a Kelly como Galadriel el 4 de febrero de 2008. El 19 de junio de ese año muchos de los intérpretes originales dejaron la producción, al no prorrogárseles sus contratos al último mes. Fueron reemplazados por sus respectivos suplentes. La producción alzó el telón por última vez el 19 de julio de 2008, tras trece meses de representación. Se editó en disco una grabación del reparto original de Londres, lanzándose el 4 de febrero de 2008, y conteniendo 18 números musicales del espectáculo. La edición en disco compacto se acompañó de un DVD con calidad superior de sonido y pistas adicionales: una versión alternativa de «The Song of Hope» en dueto y una presentación de imágenes de la producción.

### Gira mundial
Según la página web oficial, se prepara una gira mundial del espectáculo para que comience en 2011.

## Sinopsis

### Acto I
El Sr. Bilbo Bolsón de la Comarca celebra una fiesta magnífica. Tras el sorprendente anuncio de que lega todo lo que posee a su sobrino Frodo, Bilbo se desvanece. Frodo pronto descubre por el mago Gandalf el Gris que el anillo mágico de Bilbo encierra un poder inimaginablemente malvado. Los agentes del señor oscuro Sauron están en su búsqueda. Frodo debe dejar la Comarca al momento y buscar consejo de los elfos de Rivendel. No todo está perdido: la magia aún reside en la Tierra Media, los montaraces del Norte guardan la espesura de más allá de los lindes de la Comarca.
El Anillo Único corrompe a cualquiera que lo use, sin importar la nobleza de sus intenciones. Solo la gente menuda como los hobbits, que viven lejos de las intrigas de los hombres de las tierras distantes, le ofrecen alguna resistencia. El gran mago Saruman el Blanco ya ha sucumbido a la seducción del poder y busca el Anillo para sus propios fines. Frodo y sus amigos llegan a la posada de «El Póney Pisador» en Bree esperando encontrarse con Gandalf. En un momento de debilidad, Frodo se pone el Anillo y resulta atacado por jinetes negros. Los hobbits huyen, ayudados por Trancos, el montaraz. 
Arwen Undómiel canta con añoranza y pérdida en el santuario de Rivendel, donde Elrond el Medio Elfo celebra un gran concilio. El Anillo no puede ser destruido por ningún medio terrenal. Tampoco se puede esconder, pues actuaría como una brújula magnética para Sauron. Debe ser llevado en secreto al reino del señor oscuro en Mordor y fundido en el fuego sobrenatural del Monte del Destino, donde fue forjado. 
Se forma una compañía de nueve para acometer esta empresa: el portador del Anillo Frodo Bolsón, su amigo hobbit Sam Gamyi, Merry Brandigamo y Pippin Tuk, Gandalf, Trancos, el guerrero Boromir, Legolas el elfo y Gimli, el enano. Se dirigen hacia el Este, adentrándose en el peligro. Gollum, una atormentada criatura que poseyó el Anillo antes de Bilbo, les sigue la pista. En las antiguas minas enanas Gandalf sacrifica todo para salvar a sus compañeros del balrog, un demonio del inframundo.

### Acto II
La mística Galadriel ofrece un respiro en su refugio intemporal. Pero la violencia escinde la Compañía poco después. Merry y Pippin desatan el caos al despertar a los ents ancertrales en el bosque de Fangorn. En las tierras de los hombres al sur, el anciano senescal (padre de Boromir) despierta de un oscuro encantamiento, y el regreso milagroso de Gandalf con un ejército de gigantescos ents cambia la suerte de una batalla crucial. Los orcos son destruidos y Saruman derrotado.
Mientras, Gollum, atrapado por el poder del Anillo, guía a Frodo y Sam hacia Mordor.

### Acto III
Si el resto de los miembros de la Compañía pudieran mantener el Ojo de Sauron alejado de Mordor, el portador del Anillo podría tener una posibilidad de completar su misión. Trancos toma su espada ancestral reforjada y reclama su herencia como Aragorn, el rey largamente perdido. Derrotar al señor oscuro le reportaría la mano de Arwen en matrimonio. Gollum traiciona a Frodo y Sam en el antro de Ella-Laraña. Galadriel lanza conjuros de protección según el ejército se encamina a la guerra y Frodo y Sam escalan el Monte del Destino.
La destrucción del Anillo entroniza una nueva era, la del dominio de los hombres. Tras ser agasajados como héroes en la ciudad de los reyes, los hobbits regresan a casa, a una Comarca dramáticamente cambiada. Sam se reúne con su amada Rosa, pero no todo se puede sanar. La magia está dejando la Tierra Media. Arwen, que renuncia a su inmortalidad para casarse con Aragorn, concede a Frodo su plaza en un barco hacia el Oeste, al reino bendecido de los elfos. Allí podrá encontrar descanso de sus heridas y preocupaciones. La vida en la Comarca ha vuelto a su ciclo completo, pero nada será exactamente igual de nuevo.

## Repartos
| Personaje                              | Reparto en Toronto      | Reparto original en Londres | Reparto final en Londres |
| -------------------------------------- | ----------------------- | --------------------------- | ------------------------ |
| Bilbo Bolsón                           | Cliff Saunders          | Terence Frisch              | Terence Frisch           |
| Samsagaz Sam Gamyi                     | Peter Howe              | Peter Howe                  | Peter Howe               |
| Rosita Coto                            | Kristin Galer           | Kirsty Malpass              | Kirsty Malpass           |
| Frodo Bolsón                           | James Loye              | James Loye                  | James Byng               |
| Gandalf                                | Brent Carver            | Malcolm Storry              | Andrew Jarvis            |
| Peregrin Pippin Tuk                    | Owen Sharpe             | Owen Sharpe                 | Stuart Neal              |
| Meriadoc Merry Brandigamo              | Dylan Roberts           | Richard Henders             | Ben Evans                |
| Elránien                               | Monique Lund            | Alexandra Bonnet            | Alexandra Bonnet         |
| Saruman                                | Richard McMillan        | Brian Protheroe             | Tim Morgan               |
| Cebadilla Mantecona                    | Shawn Wright            | Tim Parker                  | Tim Parker               |
| Bill Helechal                          | Patrick McManus         | Michael Hobbs               | Michael Hobbs            |
| Trancos                                | Evan Buliung            | Jérôme Pradon               | Robbie Scotcher          |
| Glorfindel                             | No aparece              | Alma Ferovic                | Alma Ferovic             |
| Arwen                                  | Carly Street            | Rosalie Craig               | Rosalie Craig            |
| Elrond                                 | Victor A. Young         | Andrew Jarvis               | Michael Hobbs            |
| Boromir                                | Dion Johnstone          | Steven Miller               | Steven Miller            |
| Gimli                                  | Ross Williams           | Sévan Stephan               | Sévan Stephan            |
| Legolas                                | Gabriel Burrafato       | Michael Rouse               | Michael Rouse            |
| Gollum/Sméagol                         | Michael Therriault      | Michael Therriault          | Michael Therriault       |
| Haldir                                 | Fraser Walters          | Wayne Fitzsimmons           | Wayne Fitzsimmons        |
| Galadriel                              | Rebecca Jackson Mendoza | Laura Michelle Kelly        | Abbie Osmon              |
| Bárbol                                 | Shawn Wright            | Michael Hobbs               | Michael Hobbs            |
| Senescal de las tierras de los hombres | No aparece              | Tim Morgan                  | Tim Parker               |

## Números musicales
Acto I
- «Prologue» ('Lasto i lamath'): Arwen;
- «Springle Ring»: la compañía;
- «The Road Goes On»: Frodo, Sam, Pippin, Merry y la compañía;
- «Saruman»: voces femeninas;
- «The Cat and the Moon»: Frodo, Sam, Pippin, Merry y la compañía;
- «Flight to the Ford»: Glorfindel y voces femeninas;
- «The Song of Hope»: Arwen;
- «Star of Eärendil»: Arwen y la compañía;
- «Lament for Moria»: Gandalf y Gimli.

Acto II
- «The Golden Wood»: la compañía;
- «Lothlórien»: Legolas, Galadriel y la compañía;
- «The Siege of the City of Kings»: voces femeninas;
- «Now and for Always»: Frodo y Sam;
- «Gollum/Sméagol»: Gollum/Sméagol.

Acto III
- «The Song of Hope» (dueto): Aragorn y Arwen;
- «Wonder»: Galadriel;
- «The Final Battle»: Galadriel;
- «City of Kings»: la compañía;
- «Epilogue (Farewells)»: la compañía;
- «Finale»: la compañía.